# Ділянка лісу-1 (Краснопільський район)
Ділянка лісу - 1 — заповідне урочище в Україні. Об'єкт природно-заповідного фонду Сумської області. 
Розташований у лісовому фонду ДП «Краснопільський лісгосп» на південь від смт Угроїди. Площа 3,3 га. Унікальне високопродуктивне лісове насадження за участю інтродуцентів - модрини європейської та ялини європейської віком понад 110 років, що є зразком лісокультурної справи початку ХХ ст. Осередок типових та рідкісних рослин і тварин.